# Naczelna Rada Uzdrowisk i Wczasów Pracowniczych
Naczelna Rada Uzdrowisk i Wczasów Pracowniczych – organ opiniodawczy i wnioskujący rządu, powołany w celu rozwoju bazy i sieci uzdrowisk, obiektów wczasowych oraz turystycznych.

## Powołanie Rady
Na podstawie ustawy z 1966 r. o uzdrowiskach i lecznictwie uzdrowiskowym, po porozumieniu z Centralną Radą Związków Zawodowych, rozporządzeniem Rady Ministrów  z 1968 r. ustanowiono Naczelną Radę Uzdrowisk i Wczasów Pracowniczych. Rada działała  przy Prezesie Rady Ministrów.  

## Zakres działanie Rady
Do zakresu działania Rady należało opiniowanie założeń do planowanego rozwoju uzdrowisk ze szczególnym uwzględnieniem:
- potrzeb lecznictwa uzdrowiskowego,
- ochrony warunków naturalnych,
- planowania przestrzennego,
- potrzeb w dziedzinie wczasów pracowniczych i turystyki,
- koordynowania działalności inwestycyjnej w zakresie budowy zakładów i urządzeń lecznictwa uzdrowiskowego, obiektów wczasowych i turystycznych oraz zagospodarowania i rozbudowy uzdrowisk,
- badań geologicznych i innych niezbędnych dla prawidłowego zagospodarowania i wykorzystywania warunków naturalnych;
- opiniowanie i zgłaszanie wniosków w sprawach mających istotne znaczenie dla lecznictwa uzdrowiskowego;
- przedstawianie opinii i wniosków dotyczących zagospodarowania i rozwoju uzdrowisk, zasad koordynacji i współdziałania instytucji służby zdrowia, wczasów i turystyki oraz optymalnego wykorzystania bazy uzdrowiskowo-wczasowej;
- opiniowanie aktów prawnych dotyczących lecznictwa uzdrowiskowego, jak również inicjowanie prac nad przygotowaniem projektów takich aktów;
- inicjowanie prac w zakresie ekonomicznych, technicznych i socjologicznych badań potrzebnych do prawidłowego funkcjonowania lecznictwa uzdrowiskowego i uzdrowisk, a także do prowadzonej na terenie uzdrowisk działalności wczasowej i turystycznej;
- opiniowanie spraw stanowiących przedmiot działania  Rady, a przekazanych przez zainteresowanych ministrów (kierowników urzędów centralnych) i prezydia wojewódzkich rad narodowych;
- wykonywanie innych zadań w zakresie zleconym przez Prezesa Rady Ministrów.

## Skład Rady
W skład Rady wchodzili: przewodniczący Rady, trzech zastępców przewodniczącego, sekretarz Rady oraz członkowie.
Przewodniczącego Rady i jego zastępców oraz sekretarza Rady powoływał i odwoływał.
W skład   Rady jako członkowie wchodzili:
- 7 przedstawicieli Ministra Zdrowia i Opieki Społecznej;
- 10 znawców problematyki uzdrowiskowej, powołanych na wniosek Ministra Zdrowia i Opieki Społecznej przez Prezesa Rady Ministrów;
- 14 przedstawicieli Przewodniczącego Komisji Planowania przy Radzie Ministrów oraz  przedstawicieli ministerstw,
- po jednym przedstawicielu prezydiów wojewódzkich rad narodowych, przy których powołano wojewódzkie rady uzdrowisk i wczasów pracowniczych
- 5 przedstawicieli Centralnej Rady Związków Zawodowych;
- po jednym: przedstawiciele Zarządów Głównych Związków Zawodowych.

## Organy Rady
Organami  Rady były:
- prezydium Rady,
- przewodniczący Rady,
- sekretarz Rady.

## Prezydium Rady
Prezydium Rady tworzyli:
- przewodniczący Rady,
- jego trzech zastępców,
- sekretarz,
- trzej członkowie Rady powołani uchwałą Rady.

## Wojewódzkie rady
Wojewódzkie rady uzdrowisk i wczasów pracowniczych działały przy prezydiach wojewódzkich rad narodowych jako organy opiniodawcze i wnioskujące.
Wojewódzką radę uzdrowisk i wczasów pracowniczych powoływało prezydium wojewódzkiej rady narodowej po uzyskaniu zgody Rady Ministrów.

## Skład wojewódzkiej rady
W skład wojewódzkiej rady uzdrowisk i wczasów pracowniczych wchodzili:
- przewodniczący rady,
- zastępca przewodniczącego,
- sekretarz rady
- członkowie w liczbie nie przekraczającej 12 osób.

Przewodniczącego wojewódzkiej rady uzdrowisk i wczasów pracowniczych, jego zastępcę oraz sekretarza rady powoływało i odwoływało prezydium wojewódzkiej rady narodowej.